# Rehsen

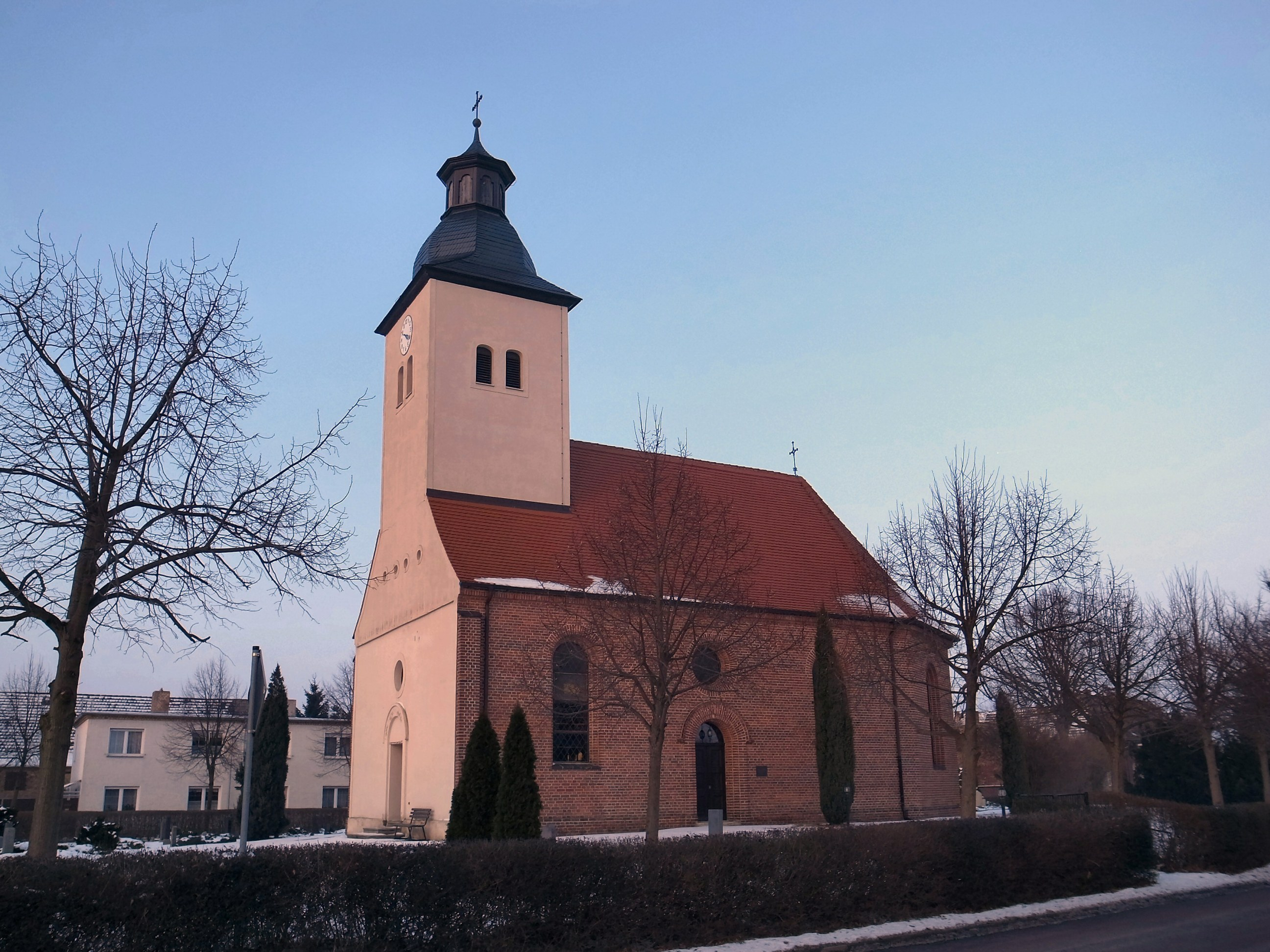
Evangelische Kirche Rehsen

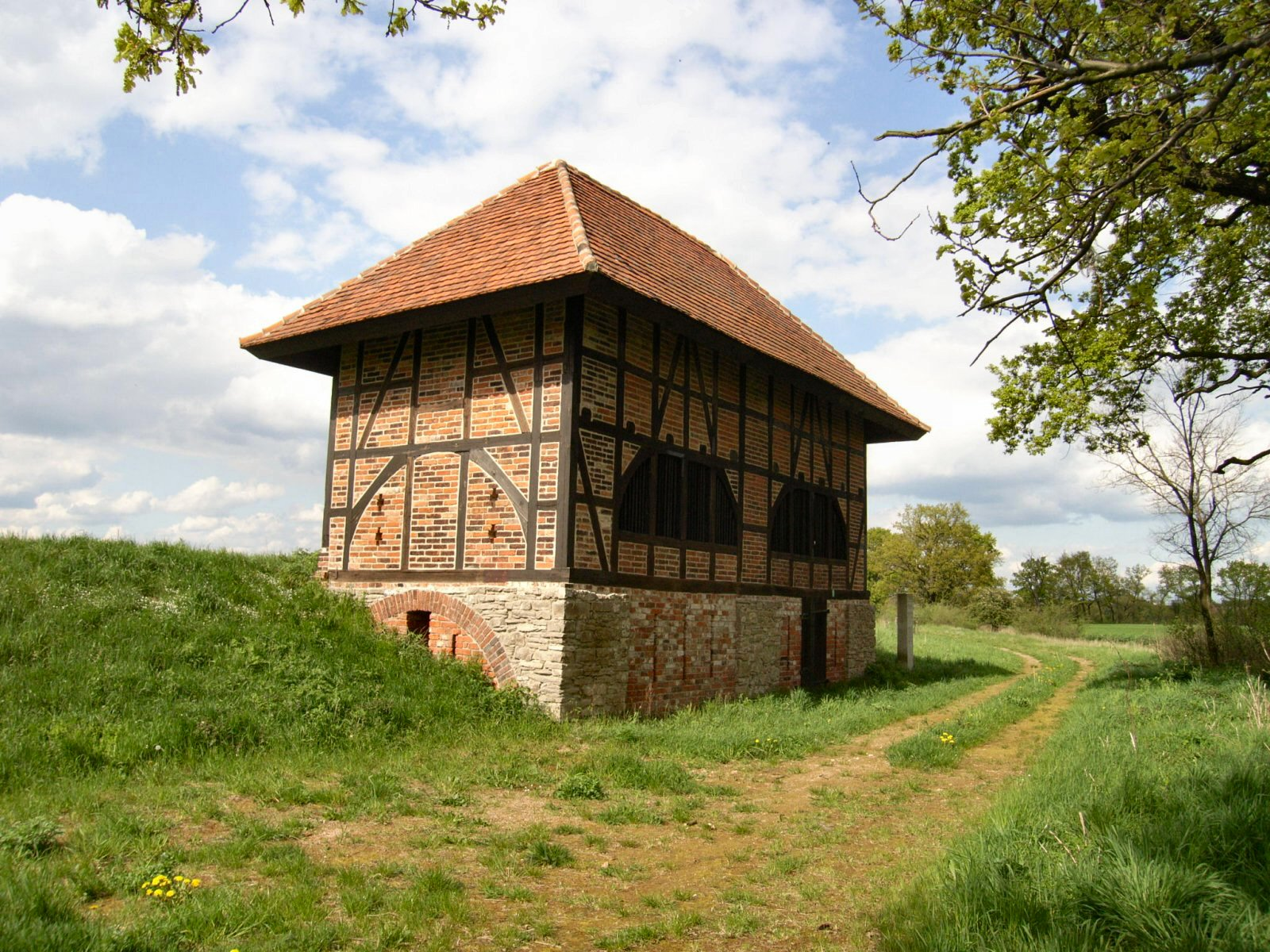
Wallwachhaus Rehsen

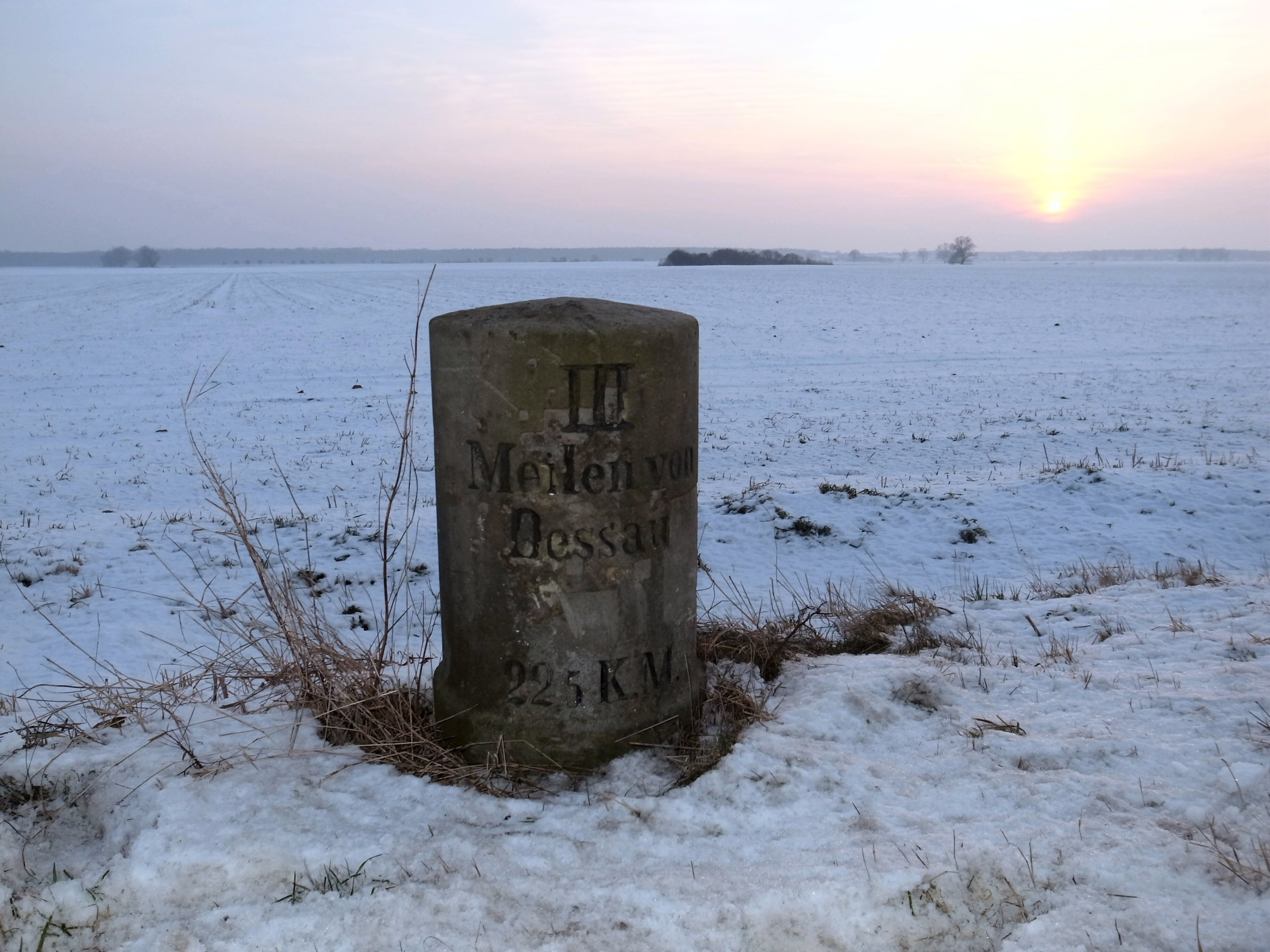
Meilenstein, III Meilen von Dessau

Rehsen ist ein Ortsteil der Stadt Oranienbaum-Wörlitz im Landkreis Wittenberg in Sachsen-Anhalt.

## Geografie
Rehsen südlich des Elbe-Ufers liegt teilweise im Biosphärenreservat Mittelelbe zwischen Dessau-Roßlau und Wittenberg. Nur wenige Kilometer entfernt befindet sich der Wörlitzer Park inmitten des Dessau-Wörlitzer Gartenreiches, das in der zweiten Hälfte des 18. Jahrhunderts unter der Regentschaft von Fürst Leopold III. Friedrich Franz von Anhalt-Dessau geschaffen wurde. Das Gebiet um Rehsen ist flach und wird von zahlreichen Gräben und Bächen durchzogen.

## Geschichte
Im Jahre 1200 taucht der ursprünglich von Slawen besiedelte Ort erstmals in einem Zehntregister als Resem auf. 
Der Ort ist über Jahrhunderte Sitz eines Adelsgeschlechts. Seit 1495 wird das Rittergeschlecht von der Lochau genannt zu deren Adelsbesitz auch Gohrau gehörte. 
Nach der Zeit der Entvölkerung weiter Landstriche im Dreißigjährigen Krieg wurden am Anfang des 18. Jahrhunderts Kolonistenhäuser für die ausgedienten Soldaten des Alten Dessauers errichtet, zu dessen Besitz neben der Nachbargemeinde Gohrau auch Rehsen gehörte. Diese Fachwerkhäuser stehen heute unter Denkmalschutz.
In die Schlagzeilen geriet Rehsen während des Elbehochwassers von 2002 als am 20. August Rehsener Bewohner den Damm zum Schönitzer Polder durchbrachen, um die Gemeinde Rehsen vor der Überflutung zu schützen. In Schönitz standen daraufhin die dortigen sechs Höfe mehrere Wochen lang unter Wasser, was seither die Beziehungen zwischen den beiden Orten belastet. Der Feuerwehrkommandant Rehsens sowie vier weitere Personen wurden in der Folge von der Staatsanwaltschaft wegen Deichzerstörung angeklagt, jedoch wurden sie mangels Nachweis einer konkreten Beteiligung am Ende freigesprochen.
Am 1. Juli 2007 wurde die Gemeinde Rehsen aufgrund einer Kreisgebietsreform vom ehemaligen Landkreis Anhalt-Zerbst in den Landkreis Wittenberg eingegliedert.
Seit dem 1. Januar 2011 ist Rehsen ein Teil der neu gebildeten Stadt Oranienbaum-Wörlitz.

## Denkmale

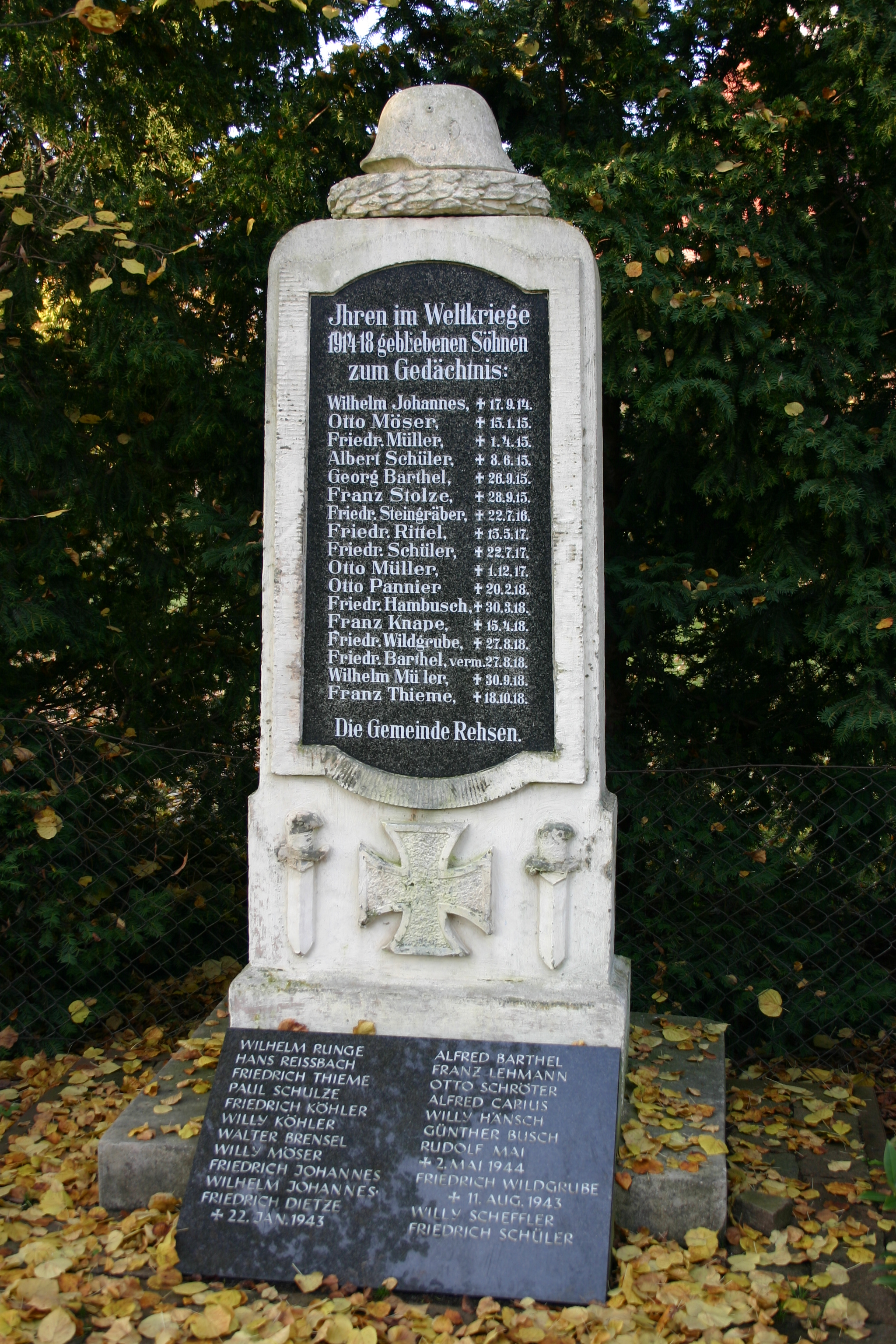
Kriegerdenkmal in Rehsen

- Kriegerdenkmal für die Gefallenen der Weltkriege an der Ostseite des Friedhofes.
- Meilenstein an der Straße von Rehsen nach Selbitz/Seegrehna (III Meilen von Dessau / 22,5 K.M.).

## Verkehrsanbindung
Rehsen liegt an der Landesstraße L131 von Dessau-Roßlau über Oranienbaum nach Wittenberg. Die Autobahnanschlüsse (A 9) Dessau-Ost bzw. Vockerode sind ca. 17 km entfernt. Der nächste Haltepunkt befindet sich im nahen Bergwitz (Bahnstrecke Berlin–Halle). Der Bahnhof Wörlitz an der Bahnstrecke Dessau–Gohrau-Rehsen wird nur in der Sommersaison bedient.

## Persönlichkeiten
- Waldemar Sonntag (* 1844 in Rehsen; † 1912 in Bremen), evangelischer Geistlicher